# Барон Стортон
Барон Стортон (Стоуртон)  из Стоуртона в графстве Уилтшир — наследственный титул в системе Пэрства Англии. Он был создан 13 мая 1448 года для Джона Стортона (1400—1462). Он был высшим шерифом Уилтшира (1426, 1433 и 1437), Сомерсета и Дорсета (1428) и Глостершира (1439), заседал в парламенте от Уилтшира (1421, 1425 и 1432) и Дорсета (1423), занимал должности канцлера Хаусхолда (1445—1453) и лейтенанта Кале (1450—1451).
В 1878 году Альфред Джозеф Стортон, 20-й барон Стортон (1829—1893), получил титул барона Моубрея, находившегося в состоянии ожидания. Примерно через две недели, ему также был передан титул барона Сегрейва, также находившийся в состоянии ожидания. После этого три баронства остались едины. Формальное название — барон Моубрей, Сегрейв и Стортон.
До 1717 года семейной резиденцией баронов Стортон было поместье Стоурхед в графстве Уилтшир.

## Бароны Стортон (1448)
- 1448—1462: Джон Стортон, 1-й барон Стортон  (19 мая 1400/1404 — 25 ноября 1462), сын сэра Уильяма Стортона (ум. 1413), спикера Палаты общин (1413)[1]
- 1462—1479: Уильям Стортон, 2-й барон Стортон  (ок. 1430 — 18 февраля 1479), старший сын предыдущего[2]
- 1479—1485: Джон Стортон, 3-й барон Стортон  (ок. 1454 — 6 октября 1485), старший сын предыдущего[3]
- 1485—1487: Фрэнсис Стортон, 4-й барон Стортон  (1485 — 18/27 февраля 1487), единственный сын предыдущего[4]
- 1487—1523: Уильям Стортон, 5-й барон Стортон  (ок. 1457 — 17 февраля 1523), второй сын 2-го барона Стортона, дядя предыдущего[5]
- 1523—1535: Эдвард Стортон, 6-й барон Стортон  (ок. 1463 — 13 декабря 1535), третий сын 2-го барона Стортона, младший брат предыдущего[6]
- 1535—1548: Уильям Стортон, 7-й барон Стортон  (ок. 1505 — 16 сентября 1548), старший сын предыдущего[7]
- 1548—1557: Чарльз Стортон, 8-й барон Стортон  (ок. 1520 — 6 марта 1557), старший сын предыдущего[8]
- 1557—1588: Джон Стортон, 9-й барон Стортон  (январь 1553 — 13 октября 1588), старший сын предыдущего[9]
- 1588—1633: Эдвард Стортон, 10-й барон Стортон  (ок. 1555 — 7 мая 1633), младший сын Чарльза Стортона, 8-го барона Стортона[10]
- 1633—1672: Уильям Стортон, 11-й барон Стортон  (ок. 1594 — 25 апреля 1672), старший сын предыдущего[11]
- 1672—1685: Уильям Стортон, 12-й барон Стортон  (ок. 1644 — 7 августа 1685), сын Эдварда Стортона (1617—1644), внук предыдущего[12]
- 1685—1720: Эдвард Стортон, 13-й барон Стортон  (24 июня 1665 — 6 октября 1720), старший сын Уильяма Стортона, 12-го барона Стортона[13]
- 1720—1744: Томас Стортон, 14-й барон Стортон  (14 июня 1667 — 24 марта 1744), младший сын Уильяма Стортона, 12-го барона Стортона[14]
- 1744—1753: Чарльз Стортон, 15-й барон Стортон  (2 марта 1702 — 11 марта 1753), сын Чарльза Стортона (1669—1739), третьего сына Уильяма Стортона, 12-го барона Стортона[15]
- 1753—1781: Уильям Стортон, 16-й барон Стортон  (август 1704 — 3 октября 1781), младший сын Чарльза Стортона (1669—1739), третьего сына Уильяма Стортона, 12-го барона Стортона, младший брат предыдущего[16]
- 1781—1816: Чарльз Филип Стортон, 17-й барон Стортон  (22 августа 1752 — 29 апреля 1816), единственный сын предыдущего[17]
- 1816—1846: Уильям Стортон, 18-й барон Стортон  (6 июня 1776 — 4 декабря 1846), старший сын предыдущего[18]
- 1846—1872: Чарльз Стортон, 19-й барон Стортон  (13 июля 1802 — 23 декабря 1872), старший сын предыдущего[19]
- 1872—1893: Альфред Джозеф Стортон, 20-й барон Стортон  (28 февраля 1829 — 18 апреля 1893), второй сын предыдущего[20]
- 1893—1936: Чарльз Ботольф Джозеф Стортон, 21-й барон Стортон  (23 мая 1867 — 29 июля 1936), старший сын предыдущего[21]
- 1936—1965: Уильям Мармадьюк Стортон, 22-й барон Стортон  (31 августа 1895 — 7 мая 1965), старший сын предыдущего[22]
- 1965—2006: Чарльз Эдвард Стортон. 23-й барон Стортон  (11 марта 1923 — 12 декабря 2006), единственный сын предыдущего[23]
- 2006 — настоящее время: Эдвард Уильям Стивен Стортон, 24-й барон Стортон  (род. 17 апреля 1953), старший сын предыдущего[24]
  - Наследник титула: достопочтенный Джеймс Чарльз Питер Стортон (род. 12 декабря 1991), единственный сын предыдущего[25].